# Trankovo (Stara Zagora)
Trankovo (Bulgaars: Трънково) is een dorp in de Bulgaarse gemeente Radnevo, oblast Stara Zagora. Het dorp ligt hemelsbreed 21 km ten zuidoosten van Stara Zagora en 208 km ten zuidoosten van Sofia.

## Bevolking
Op 31 december 2020 telde het dorp Trankovo 472 inwoners. Het aantal inwoners vertoont al jaren een dalende trend: in 1946 telde het dorp nog 1.478 inwoners.
| Bevolkingsontwikkeling tussen 1934 en 2020          |
| --------------------------------------------------- |
|                                                     |
| Bron: Nationaal Statistisch Instituut van Bulgarije |

In het dorp wonen grotendeels etnische Bulgaren, maar ook Roma. In de optionele volkstelling van 2011 identificeerden 284 van de 354 ondervraagden zichzelf als etnische Bulgaren, oftewel 80,2%. Verder identificeerden 65 ondervraagden zichzelf als Roma (oftewel: 18,4%).
| Etnische samenstelling van de respondenten (2011) | Etnische samenstelling van de respondenten (2011) | Etnische samenstelling van de respondenten (2011) | Etnische samenstelling van de respondenten (2011) | Etnische samenstelling van de respondenten (2011) |
| ------------------------------------------------- | ------------------------------------------------- | ------------------------------------------------- | ------------------------------------------------- | ------------------------------------------------- |
|                                                   |                                                   |                                                   |                                                   |                                                   |
| Bulgaren                                          | Bulgaren                                          |                                                   | 80,2%                                             | 80,2%                                             |
| Turken                                            | Turken                                            |                                                   | 0,0%                                              | 0,0%                                              |
| Roma                                              | Roma                                              |                                                   | 18,4%                                             | 18,4%                                             |
| Anders/Onbekend                                   | Anders/Onbekend                                   |                                                   | 1,6%                                              | 1,6%                                              |

Van de 435 inwoners die in februari 2011 werden geregistreerd, waren er 73 jonger dan 15 jaar oud (16,8%), gevolgd door 216 personen tussen de 15-64 jaar oud (49,7%) en 146 personen van 65 jaar of ouder (33,6%).